# ABC Records
ABC Records, wcześniej ABC-Paramount Records – amerykańska wytwórnia płytowa działająca w latach 1955–1979.

## Historia
Wytwórnia powstała w Nowym Jorku w 1955 roku z Am-Par Record Corporation (sublabel American Broadcasting-Paramount Theaters). W czerwcu 1966 roku nazwa została zmieniona na ABC Records. 
Pierwszymi dobrze sprzedającymi się muzykami byli Paul Anka, Joe Bennett & the Sparkletones, Lloyd Price, Eydie Gorme i Ray Charles (po tym jak opuścił Atlantic Records w 1960 roku). ABC-Paramount nabyła prawa do wszystkich nagrań Enocha Lighta w listopadzie 1959 roku: Audition Records, Command Performance Records, Colortone Records and Waldorf Music Hall Records. Wczesna umowa z brytyjską wytwórnią EMI była sposobem na wkroczenie na rynek europejski poprzez wytwórnie HMV i Columbia.
Zajmowali się dystrybucją Dunhill Records dopóki ta wytwórnia nie przekształciła się w ABC Dunhill Records. Dystrybuowali również dla Sire Records.
Wytwórnia ta miała podległą jej Apt Records, która zajmowała się singlami. We wczesnych latach 60. Impulse Records zaczynało jako sublabel zajmująca się dystrybucją jazzu. Kilka lat później jako Bluesway Records zaczęła wydawać nagrania własnych artystów bluesowych.
W 1979 roku została przejęta przez MCA Records. Lepiej sprzedające się albumy z listy ABC Records zostały wydane ponownie pod szyldem MCA.

## Gatunki muzyczne
- pop
- jazz
- rhythm and blues
- rock and roll, Children’s
- muzyka etniczna (m.in. irlandzką, polkę, calypso, flamenco i hawajską)
- słowo mówione

## Artyści związani z ABC Records
- Paul Anka
- Florence Ballard
- Joe Bennett
- Art Blakey
- Charles Brown
- Roy Brown
- Brownie McGhee
- Ray Charles
- Ornette Coleman
- John Coltrane
- Danny and the Juniors
- The Dells
- Fats Domino
- The Dramatics
- The Elegants
- The Four Tops
- Ferrante and Teicher
- Edie Gorme
- Coleman Hawkins
- Isaac Hayes
- John Lee Hooker
- Freddie Hubbard
- The James Gang
- The Impressions
- B.B. King
- Yusef Lateef
- Steve Lawrence
- Shelly Manne
- Charles Mingus
- Poco
- The Poni-Tails
- Lloyd Price
- Cliff Richard
- Jimmy Reed
- Sonny Rollins
- Royal Teens
- Jimmy Rushing
- Archie Schepp
- Shirley Scott
- Otis Spann
- Steely Dan
- Sonny Terry
- Joe Turner
- Eddie „Cleanhead” Vinson
- T-Bone Walker
- Josh White
- Chico Williams
- Jimmy Witherspoon
- Overton Vertis Wright

## Wytwórnie związane z ABC Records
- Anchor Records
- Apt Records
- Bluesway Records
- Blue Thumb Records
- Chancellor Records
- Command Records
- Dunhill Records
- Grand Award Records
- Impulse Records
- LHI Records
- Probe Records
- Shelter Records
- Sire Records
- Tangerine Records.